# Famille de Banyuls
Pour les articles homonymes, voir Banyuls.
 (juillet 2024).
La famille de Banyuls, aussi connue depuis le XVe siècle sous son nom de Montferrer puis depuis le XVIIIe siècle de Montferré est une famille de noblesse d'extraction chevaleresque prouvée depuis le XIIe siècle. Elle est éteinte de nos jours en ligne masculine. Originaires du Roussillon, ses membres furent influents dans l'histoire de cette région du Moyen Âge à la Révolution française avant de se disperser dans l'Ariège, les Baléares, le Gard puis le Maine.

## Titres et fiefs de l'Ancien Régime
- À Banyuls-dels-Aspres se trouve le berceau de la famille qui porte son nom. La famille garda ce fief jusqu’en 1461, date à laquelle Francesch de Banyuls alors seigneur de Banyuls-dels-Aspres et de Saint-Jean-Lasseille se fait confisquer tous ses biens par le Roi de France Louis XI qui profite de la crise de succession du Royaume d’Aragon pour annexer (temporairement) la Catalogne et la Cerdagne.
- Au XIVe siècle, ils devinrent les barons de Nyer. La baronnie de Nyer, qui relevait de la viguerie de Conflent, appartenait au haut Moyen Âge à la famille de Ça Rocha. Vers 1340 la fille unique de Ramon, baron de Ça Rocha d'Anyer qui deviendra Nyer, épousa Raymond IV de Banyuls lui apportant en dot les baronnies de Nyer, de Laroque de Conflent[3] et de Porcinyans. Leur fils unique Berenguer décédant sans postérité en 1375 laissa Nyer, Laroque de Conflent et Porcinyans en héritage à son oncle Dalmau II de Banyuls, frère cadet de son père Raymond IV. La baronnie de Nyer fut le fief principal de la famille jusqu'à la Révolution.

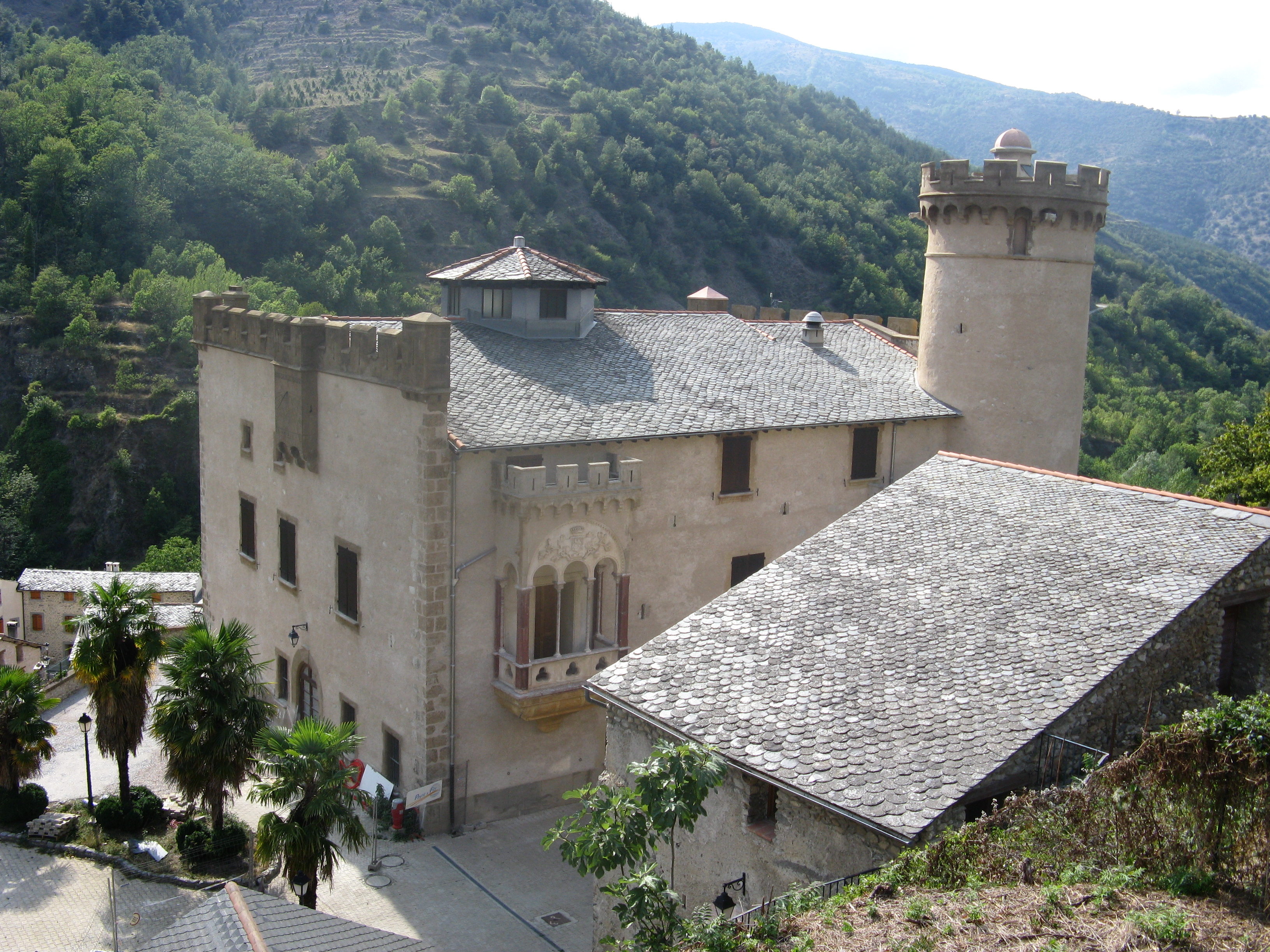
Le château de Nyer est érigé au XVe siècle dans un endroit plus propice
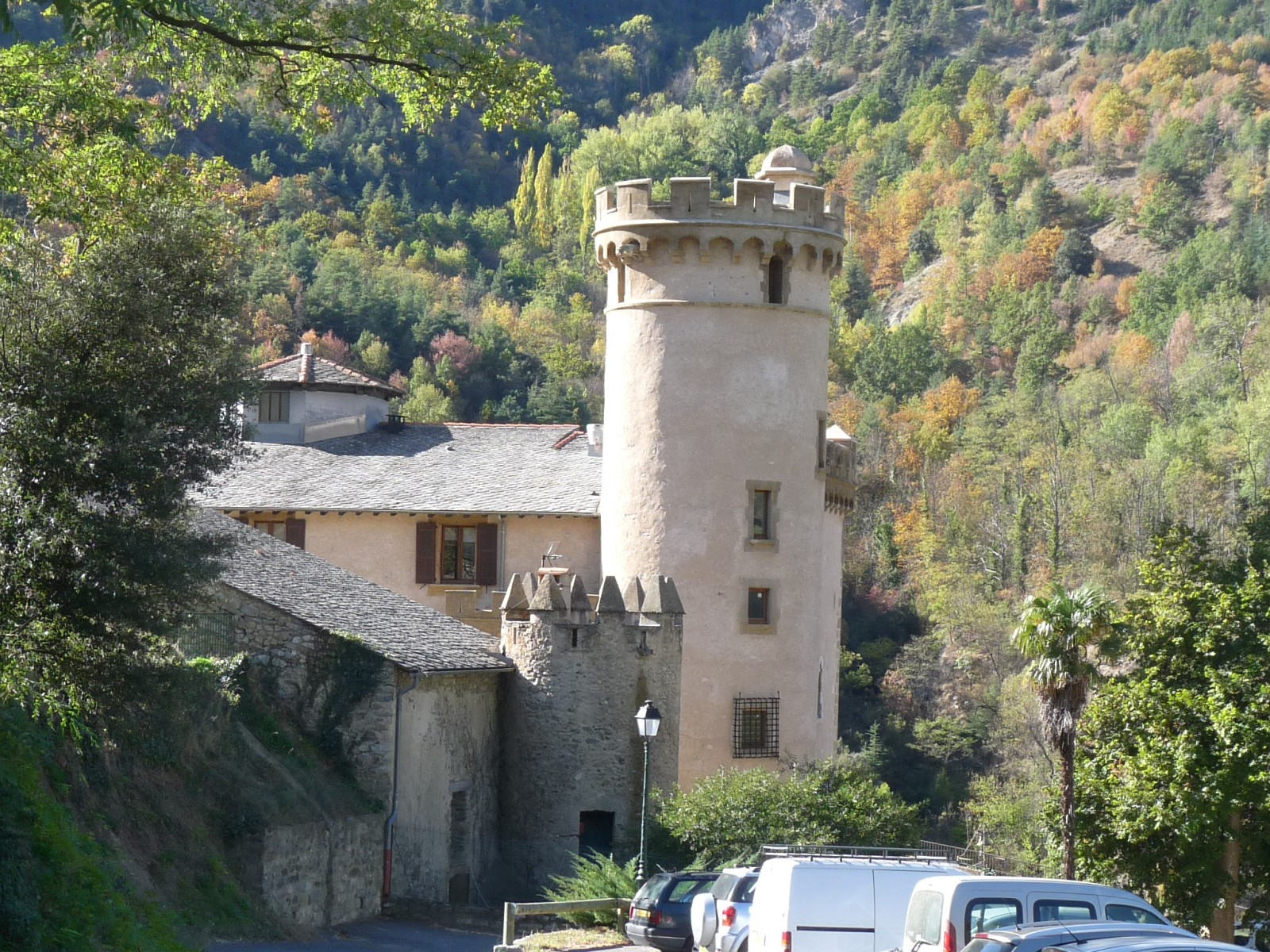
que le château de Ca Rocha d'Anyer du XIe siècle peu à peu délaissé.
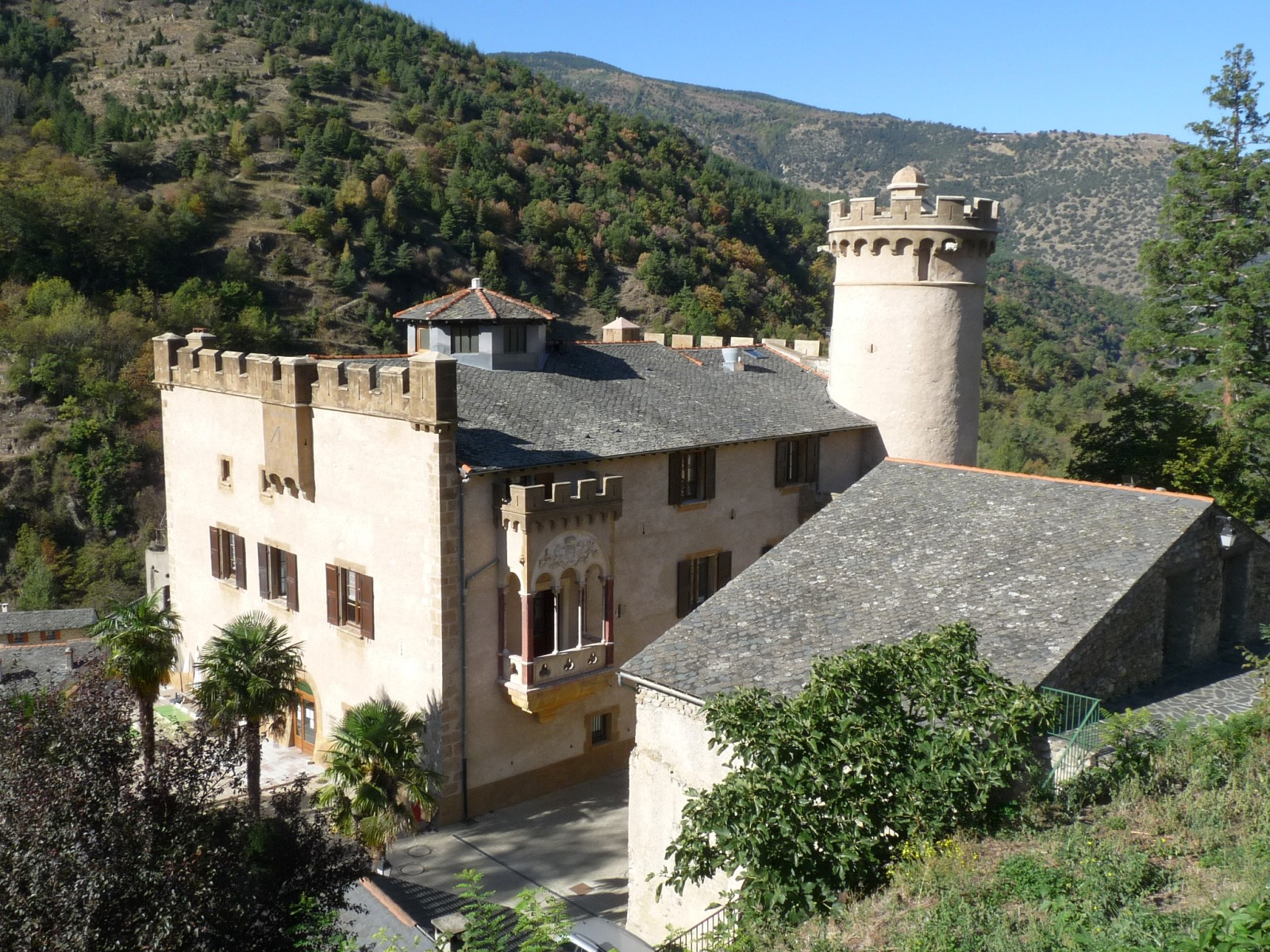
Il a été la résidence principale de la famille jusqu'à la Révolution.
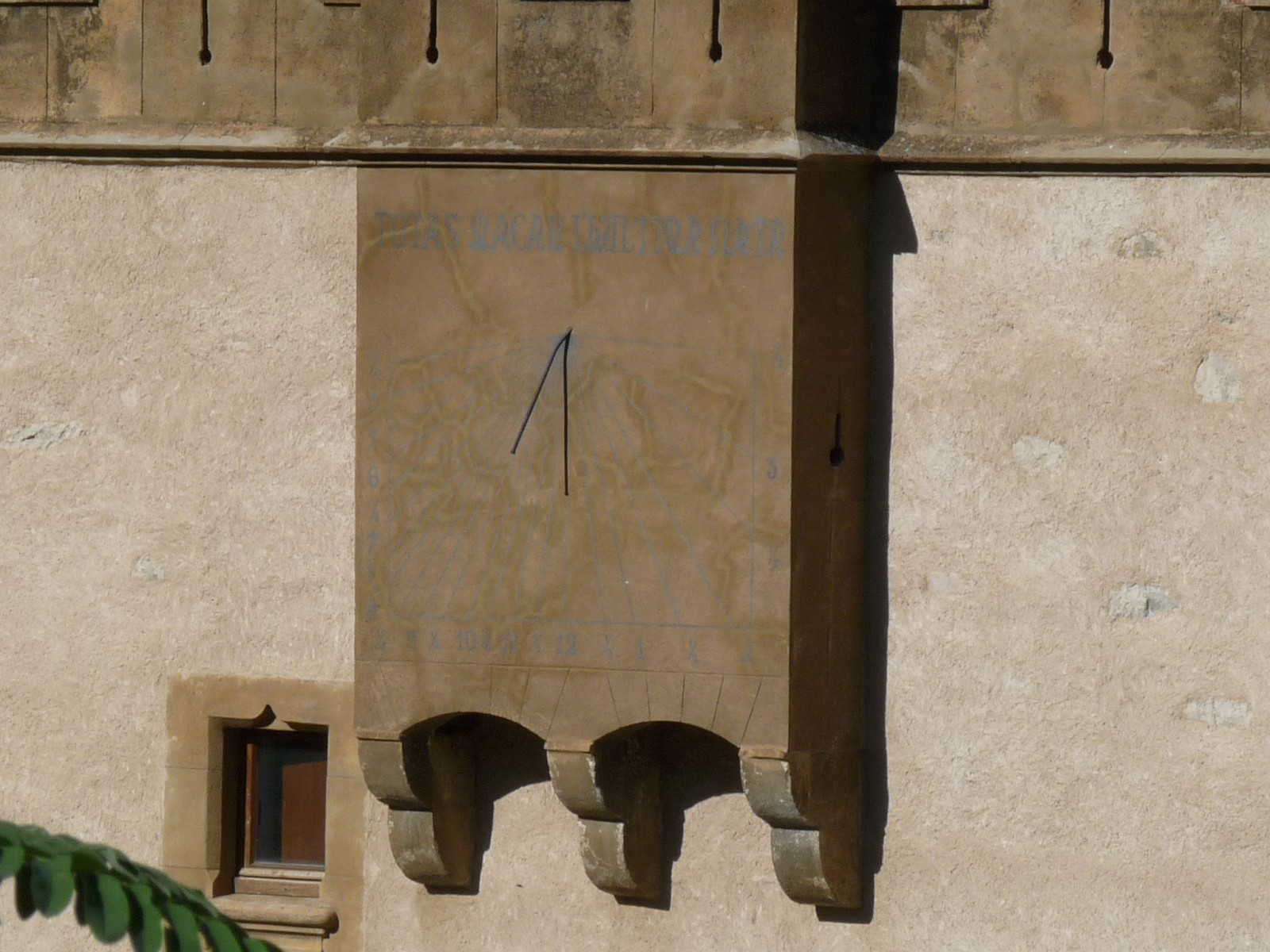
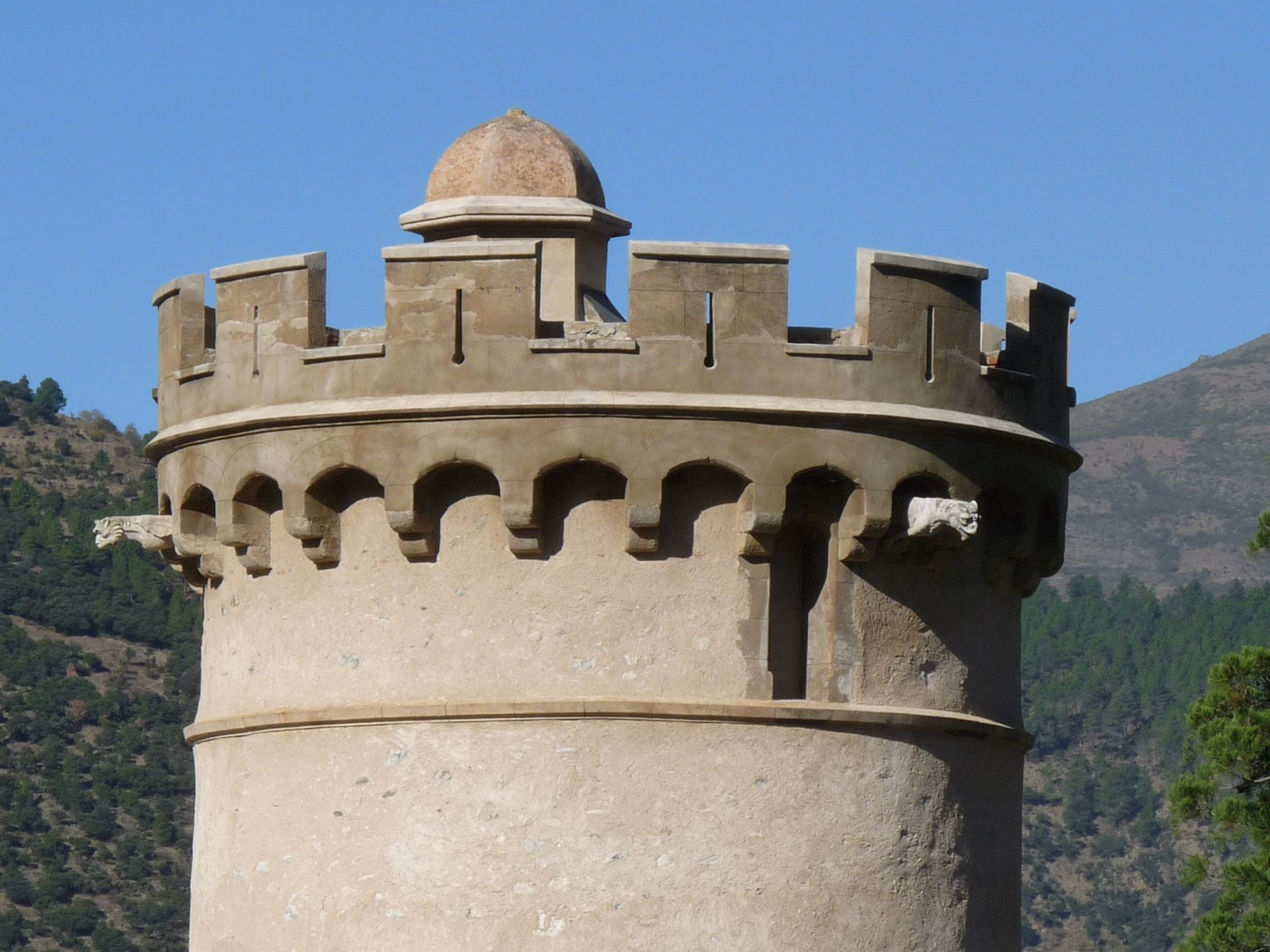
Le château est racheté en 1883 par Henri de Rovira, arrière-arrière petit-fils du marquis Joseph de Montferré (1723-1801)
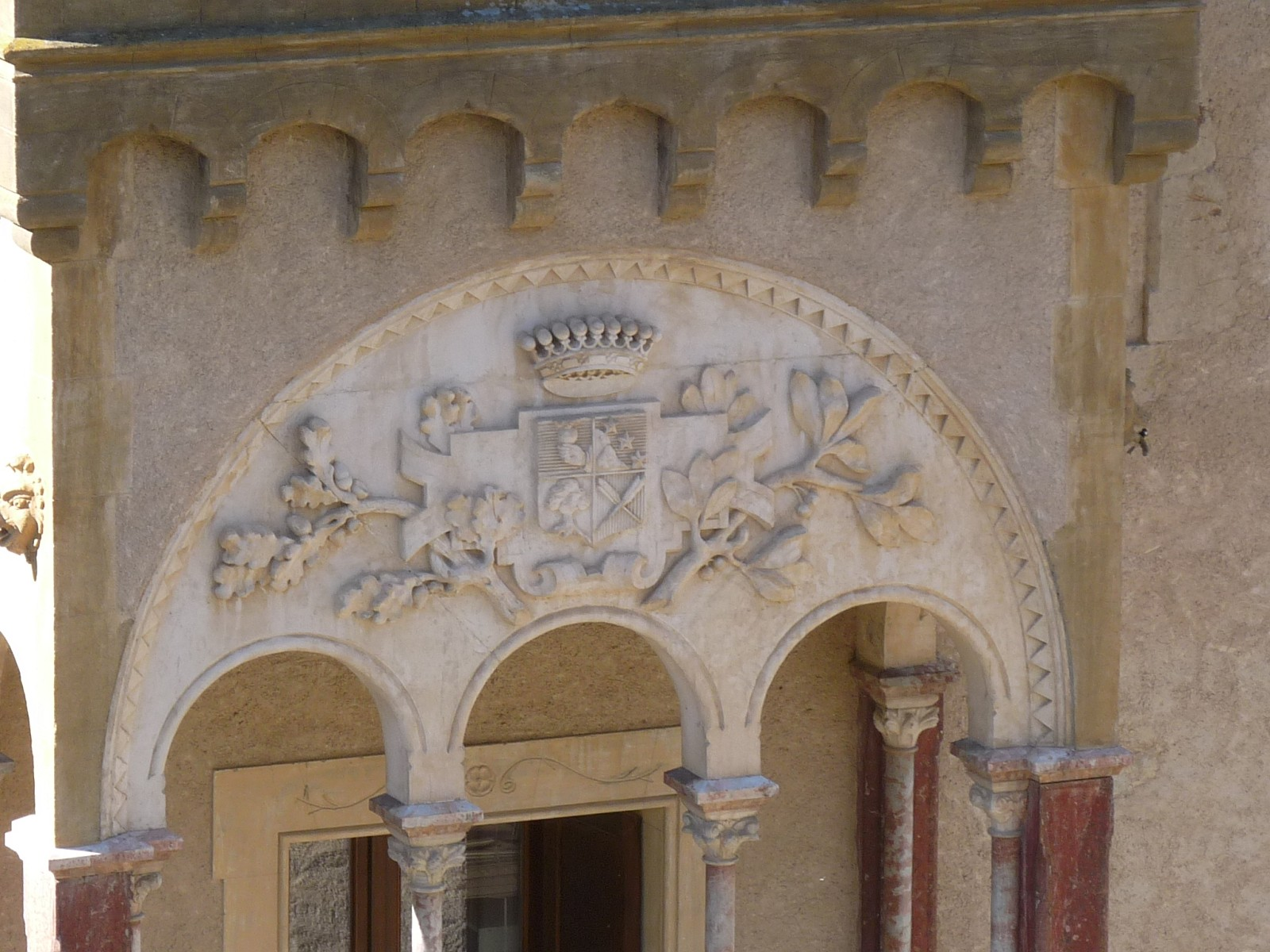
qui y ajoute son blason à la fin du XIXe siècle.
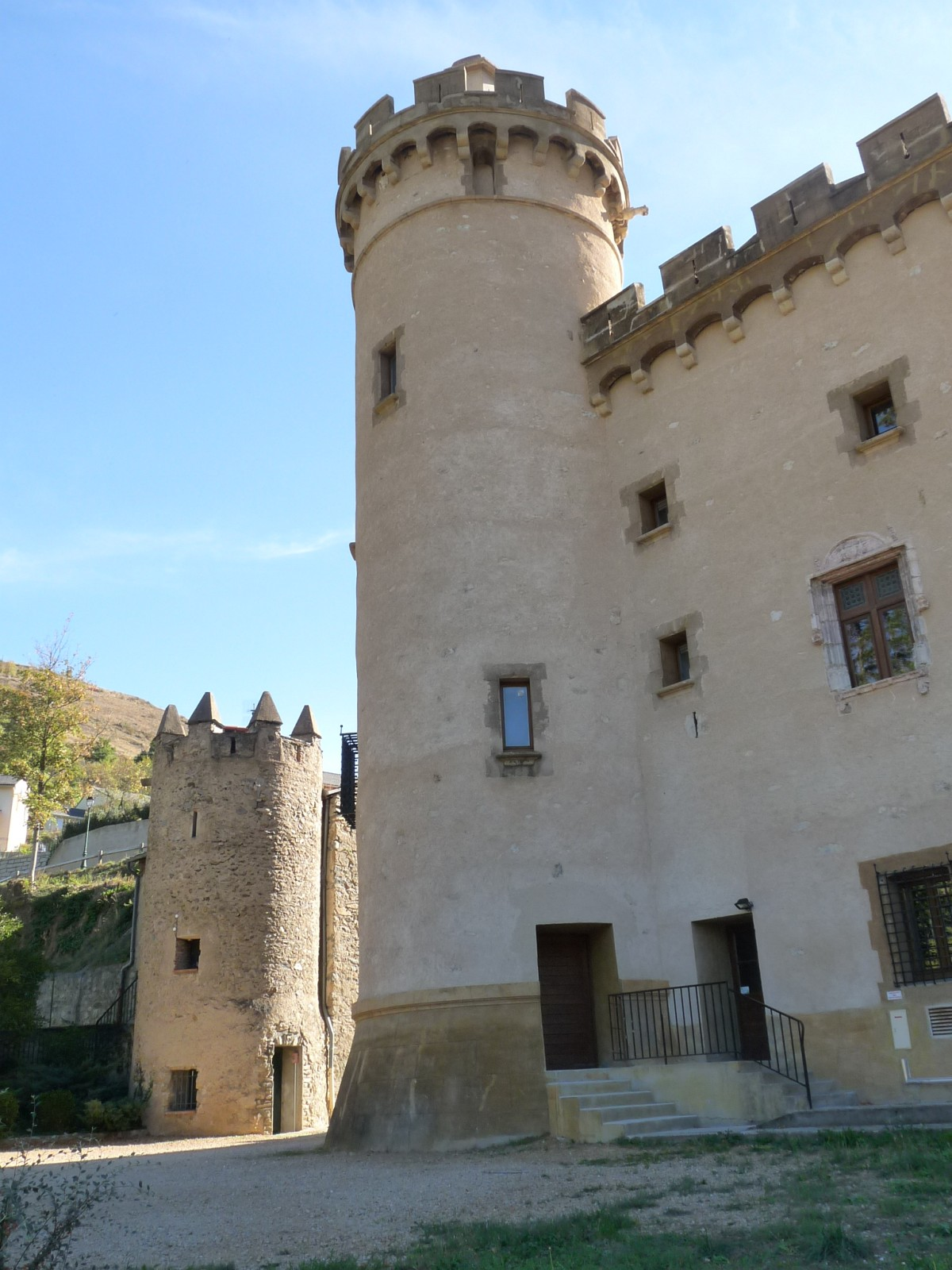
Racheté par la municipalité, il abrite aujourd'hui une maison de retraite et un restaurant labellisé ESAT.

- En 1388, Catherina Jorda, fille de Guillem Jorda alors juge des premières appellations en Roussillon et Vallespir[4] épousa Arnaud VI de Banyuls lui apportant en dot le fief des Cortals dépendant de la paroisse de La Llagonne.
- Au XVe siècle vinrent aussi s’ajouter au patrimoine de la famille les seigneuries de Réal et d’Odeillo.
- Au XVe siècle, ils devinrent également les barons de Montferrer. En 1488, Eléonore de Pontòs, née de Blan, apporta en dot à Jehan III de Banyuls la seigneurie de Montferrer dominée par l'importante forteresse de Mollet. Les descendants des anciens seigneurs de Banyuls-dels-Aspres annexèrent à leur nom celui de Montferrer (devenu par usage Montferré) sans qu'une nouvelle distinction nobiliaire vint s'ajouter à la désinence onomastique de la Maison.

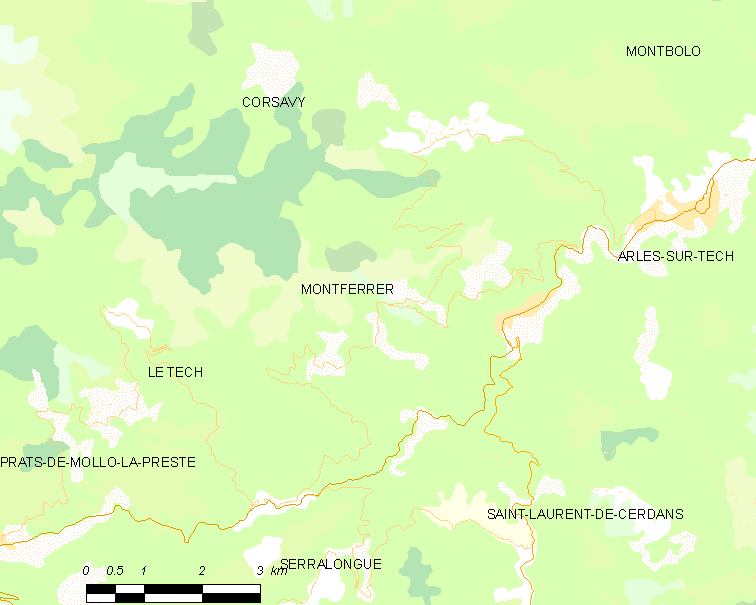
Situé au sud du Canigou, le site de Montferrer permet de contrôler la vallée du Tech
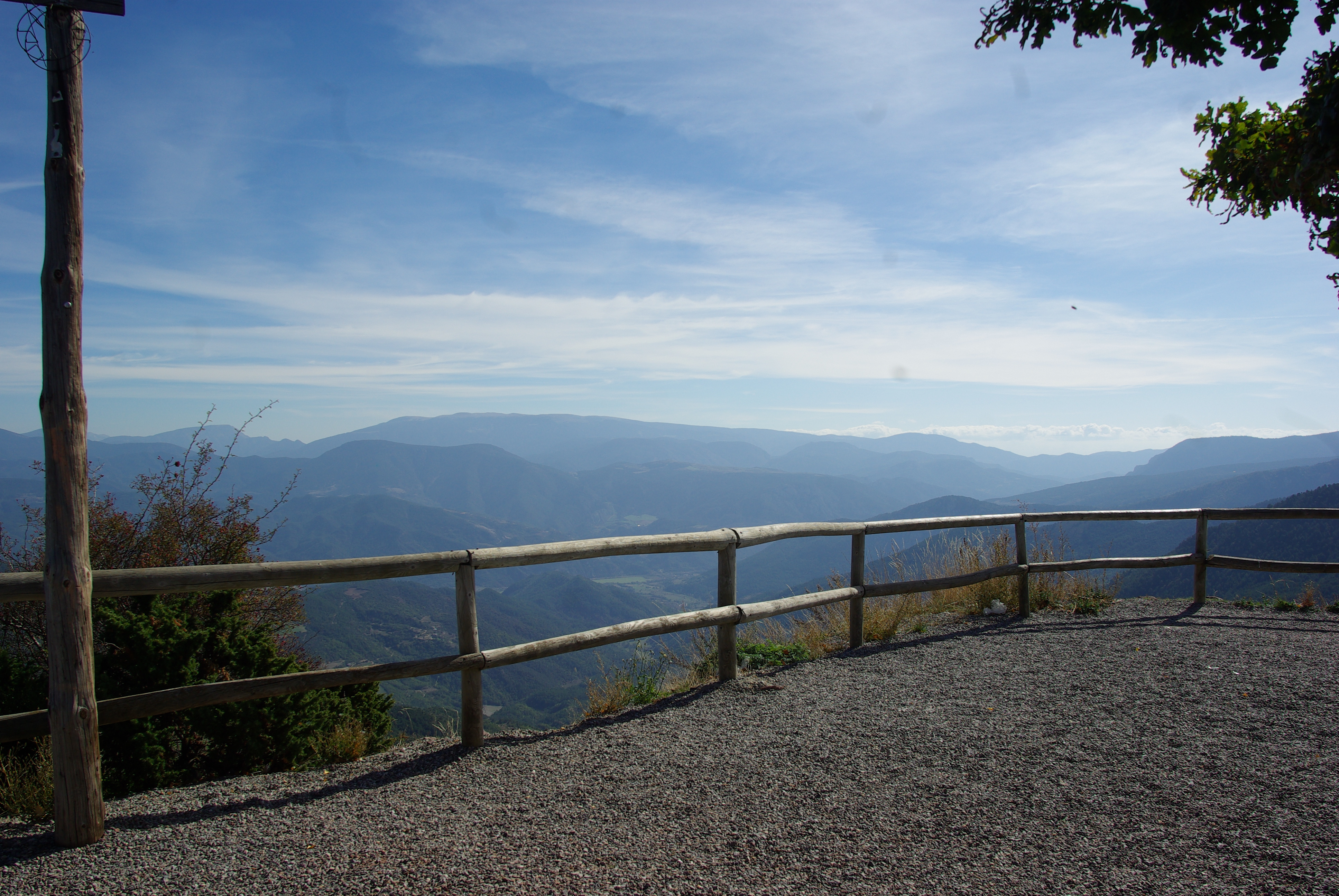
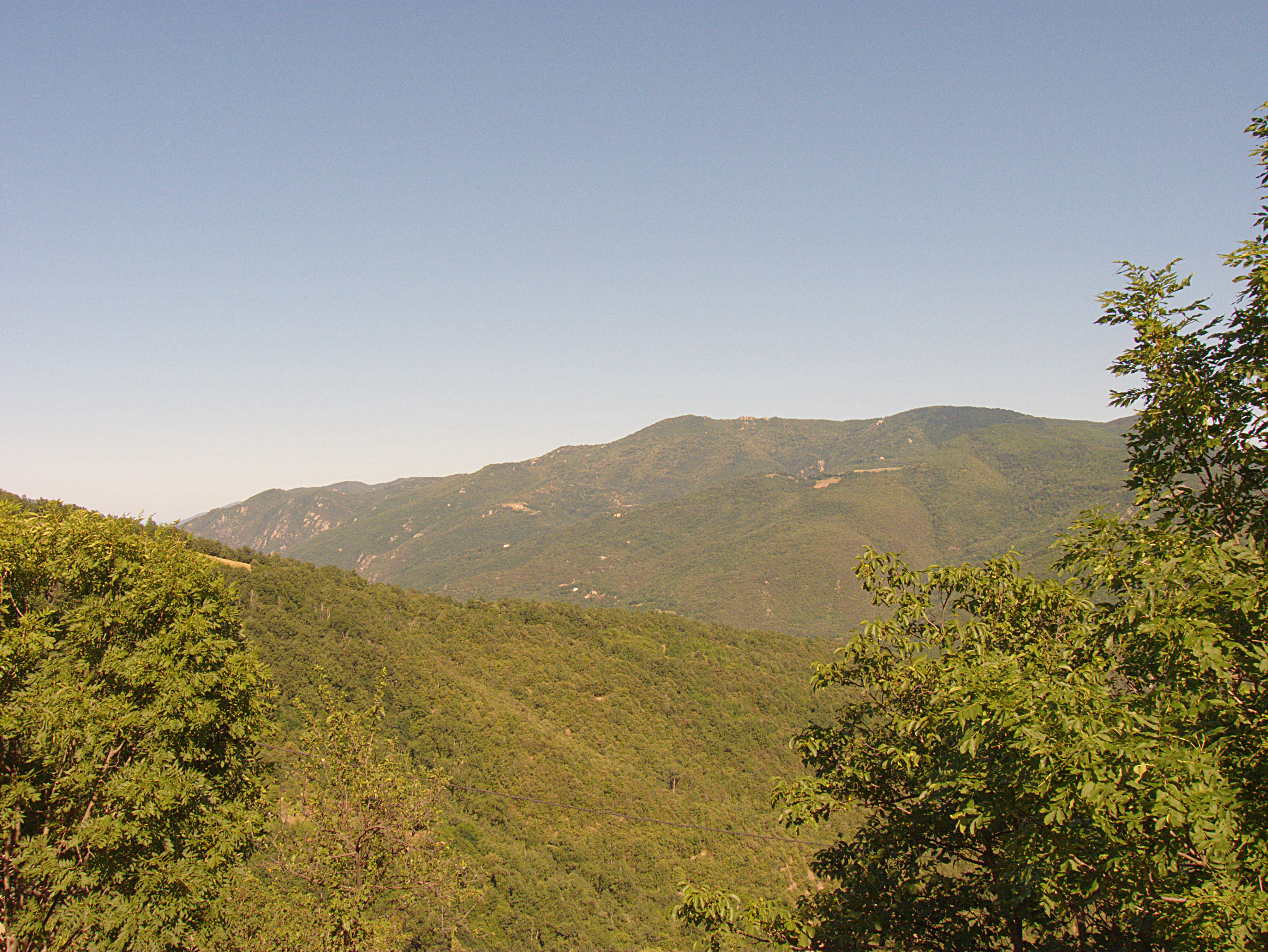
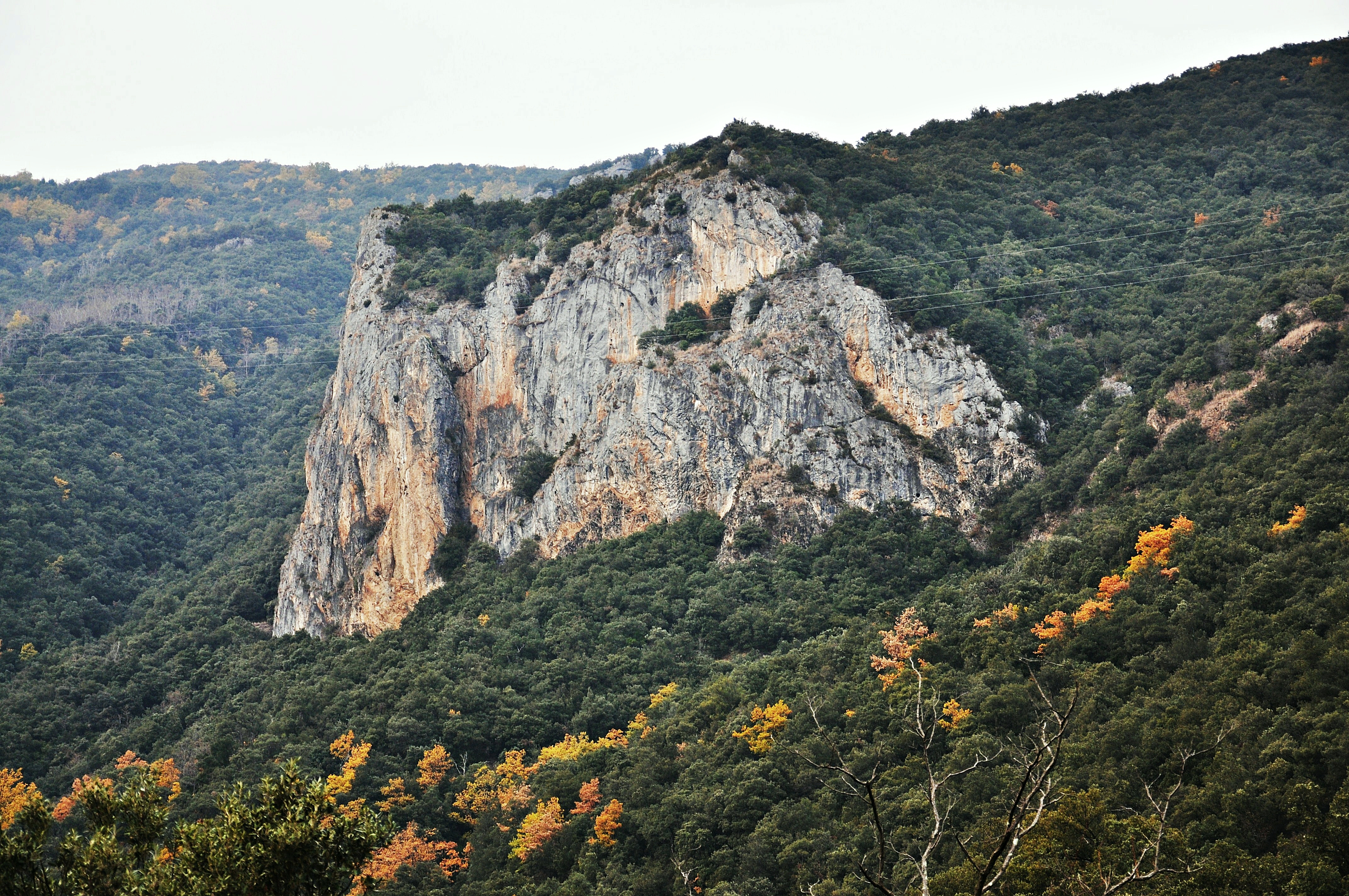
Rien ne subsiste de la forteresse médiévale de Mollet détruite sous la supervision de Vauban si ce n'est les fondations surplombant le village
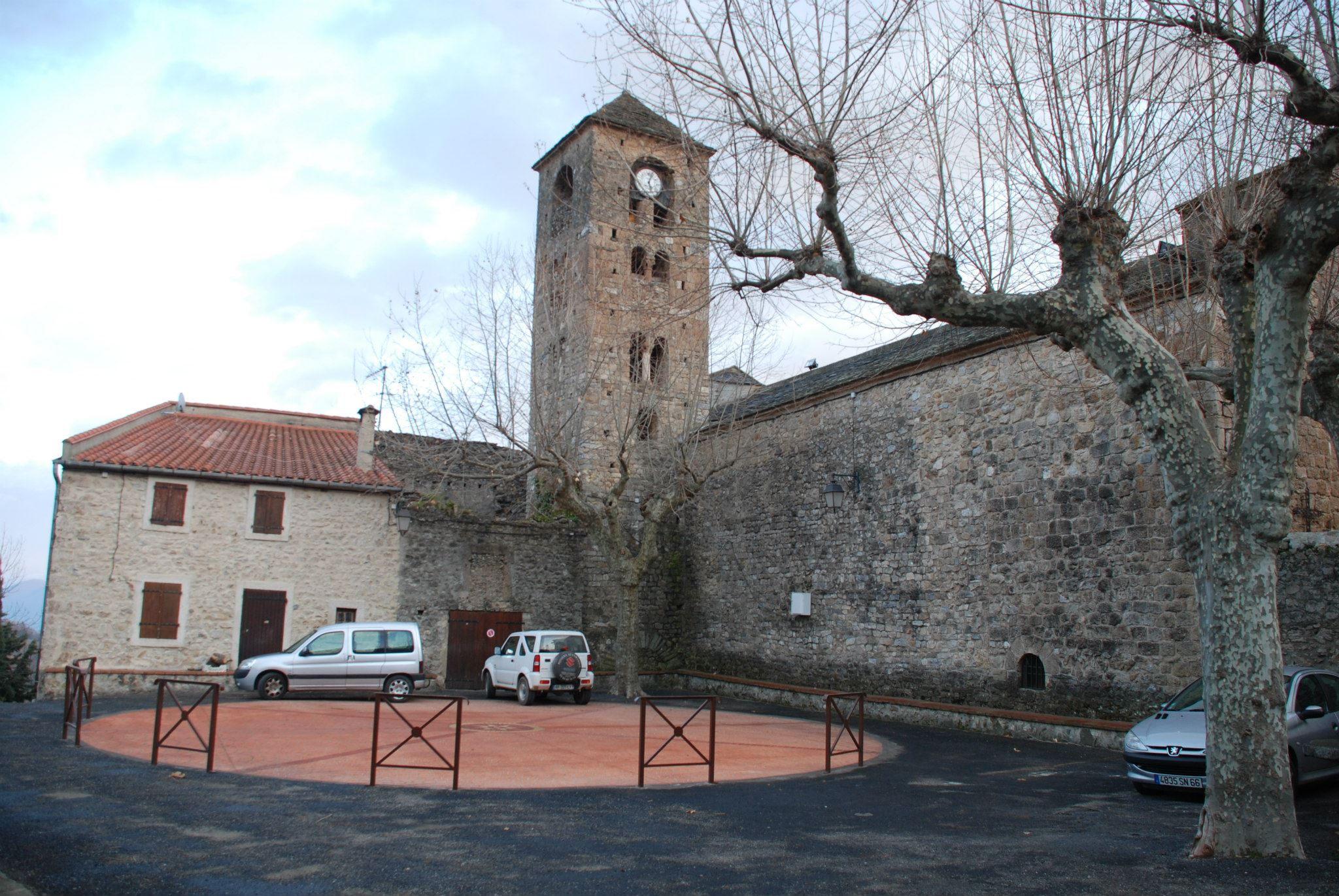
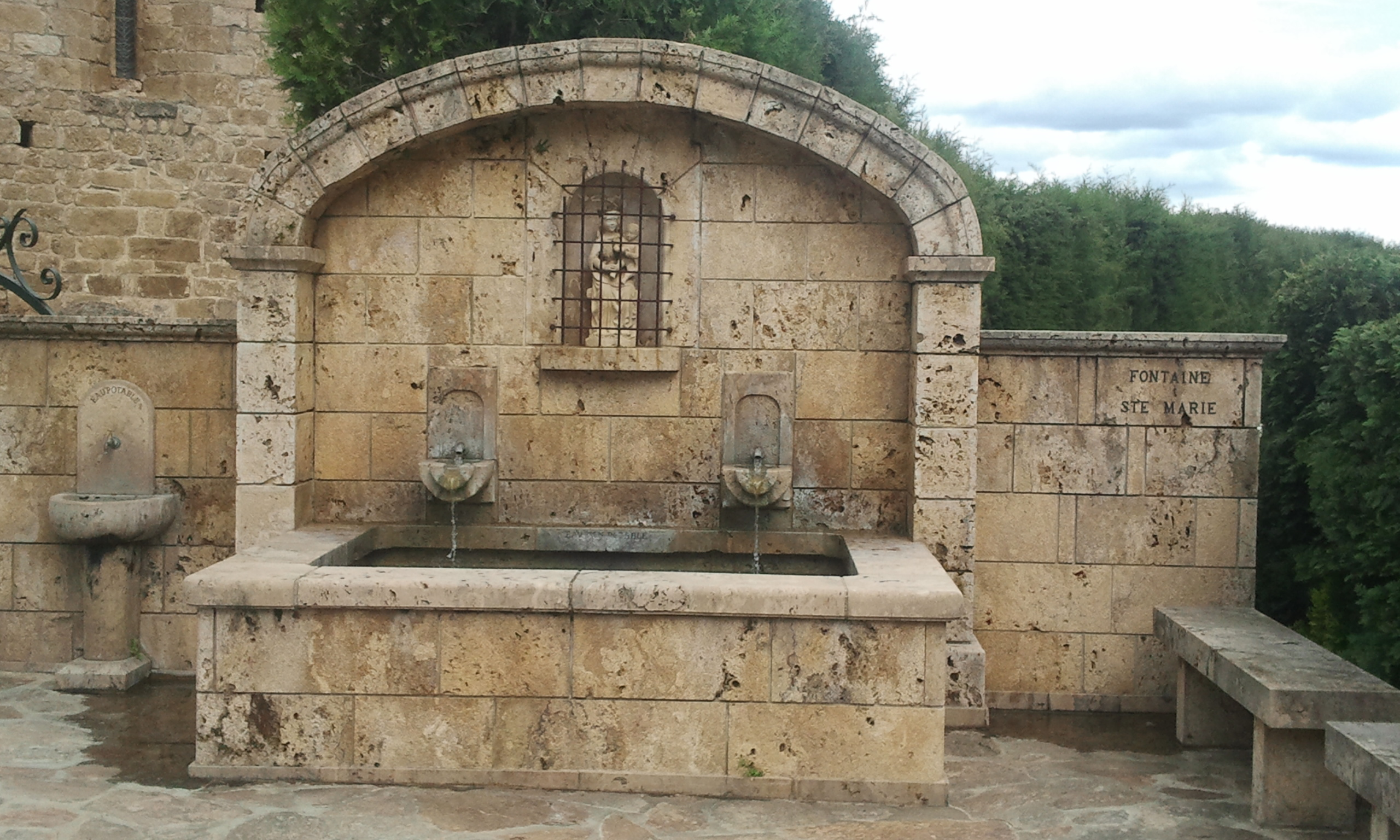
.

- Au XVIe siècle, vint s'ajouter la seigneurie de Puig.
- Au début du XVIIe siècle, ils héritèrent des seigneuries de Leca (aujourd'hui hameau de Corsavy) et des Graus (commune de Thuès-Entre-Valls).
- Au XVIIe siècle, ils furent promus marquis de Montferrer. À la suite de l'annexion du Roussillon après le traité des Pyrénées, Louis XIV « aligna » les titres de la noblesse roussillonnaise au niveau de la noblesse de son Royaume. Ainsi en avril 1675 le domaine féodal de Montferrer est érigé en Marquisat, conciliant la définition féodale du territoire frontalier avec l'usage d'Ancien Régime pour lequel le marquisat était composé de trois baronnies et d'au moins trois châtellenies ou de deux baronnies et de six châtellenies. Depuis cette date, l'aîné de famille porte le titre de marquis de Montferré. Ce nouveau marquisat a néanmoins la particularité de rapidement ne plus avoir de château, la forteresse de Mollet étant rasée sous la supervision de Vauban pour ne plus servir de refuge à d'éventuels insoumis. Le marquis de Montferré réside alors au château de Nyer.
- Au XVIIIe siècle, ils héritèrent de la seigneurie de Millepetit (commune de Trèbes).
- Les douze seigneuries furent conservées jusqu’à la Révolution.

## Histoire

### Origines
La famille de Banyuls de Montferrer est à l'origine de Banyuls-dels-Aspres.[réf. nécessaire]
Il s'agirait d'une branche cadette subsistante de la famille des Vicomtes de Castelnou.

Lors de la conquête des territoires de l'actuelle France par Charlemagne en 811, dès que celui-ci récupère le Roussillon, il le place dans son système féodal divisé en comtés et marches. Le Sud de la plaine est intégré au comté de Besalú (ville actuellement en Espagne). Auparavant dominée par une aristocratie locale d’origine tribale ou wisigothique, l’attitude d’indépendance que manifeste la région oblige rapidement les Carolingiens à mettre en place des comtes d’origine franque, dominés par Bernard de Gothie puis Guifred le Velu, comte de Barcelone, à l’origine de la Catalogne. De cette aristocratie franque est originaire la très puissante famille des Vicomtes de Castelnou, également Vicomtes du Vallespir, incontournable du Xe au XIVe siècle. Une branche cadette subsistante de cette famille aurait donné la famille de Banyuls que l’on retrouve comme seigneurs de Banyuls depuis l’origine.
Les premiers membres mentionnées sont deux frères, Bernard Ier de Banyuls et Pierre Ier de Banyuls. On trouve leurs traces dans divers documents datés de 1132, 1134 et 1164.
Le cinq des nones d'octobre 1132, ils apposent leur signature, au bas de l'acte de donation d'un manse (petit domaine féodal) adjacent à la localité de Banyuls-dels-Aspres, qui fut consenti aux templiers du Mas Deu. On sait que leur père était déjà seigneur de Banyuls. Le 10 juillet 1150 à la mort de ce dernier, Pierre Ier et Bernard Ier signent une convention afin de délimiter les propriétés de chacun, issues d’un honor que leurs parents viennent de leur transmettre en héritage, de part et d’autre de la Voie Domitienne, « chemin franc » reliant La Cusa à Perpignan.

### De la Catalogne à la France
En 1659, le traité des Pyrénées signe la partition de la Catalogne. Le célèbre article 42 stipule que « les monts Pyrénées qui avaient anciennement divisé les Gaules des Espagnes seront aussi dorénavant la division des deux mêmes royaumes ».
Le Roussillon, le Conflent, le Vallespir et la Cerdagne où la famille de Banyuls réside deviennent Françaises.

#### Thomas II de Banyuls de Montferrer
- Alors seigneur de Nyer, Montferrer, Réal, Odeillo, Puig et Léca, devenu militaire, il prend parti pour la France en 1641 et commande un régiment.
- Le 8 juin 1642 Louis XIII roi de France le nomme procureur royal des comtés du Roussillon et de Cerdagne.
- Il quitte le parti de la France en 1652 comprenant que Louis XIV veut conserver le Roussillon alors qu'il est lui-même pur catalan.
- En juillet 1653 il est dépossédé de ses terres en faveur de Josep Margarit, resté fidèle au roi.
- Il a deux fils:

Charles Ier (1647-1687)
François (1648-1695)

#### CharlesIerde Banyuls de Montferrer
- Il épouse Thomasine d'Ardenne et d'Aragon en 1663.
- Malgré son alliance avec la fille d'un partisan de la cause française, il soutient les Angelets de la terre[7] et est entrainé par sa mère, fidèle à l'Espagne, dans la conspiration de Villefranche en 1674 pour livrer Villefranche-de-Conflent aux Espagnols.
- On confisque tous ses biens en Roussillon. Il s'enfuit en Espagne dans la famille de sa belle-mère. Il est condamné à mort le 21 juin 1674 par le Conseil souverain mais ne sera pas exécuté, il est exilé en Espagne.
- Son épouse, profitant du crédit qu'avait son père, se fait donner par Louis XIV tous les biens confisqués sur son mari et obtient même qu'on érige pour elle en marquisat la terre de Montferrer en avril 1675. En revanche, le château féodal de Mollet, à Montferrer est rasé par Vauban afin d'éviter de servir de repaire à un éventuel soulèvement. La famille de Banyuls qui se partageait entre les châteaux de Montferrer et de Nyer réside alors dorénavant à Nyer.
- Charles meurt à Barcelone en 1687 sans postérité. Sa femme décède en 1693 avec le titre de marquise de Montferrer.

#### François de Banyuls de Montferrer
- Frère de Charles Ier, il prend sa succession à la mort de ce dernier. Baron de Nyer, seigneur de Réal, Odeillo, les Cortals, Léca, la Rocha, les Graüs.
- Il devient militaire au service du roi de France. Il part pour la campagne de Hollande. Fin 1671 il devient capitaine. Le 16 février 1690 à Mézières il épouse Anne Martin, il a alors le grade de Premier Capitaine au régiment étranger de Cavalerie du dauphin.
- En juin 1694 il obtient du roi de France que le marquisat de Montferrer lui revienne ainsi que sur ses descendants. Il devient ainsi le 1er marquis de Montferrer.
- Il a deux fils : François-Gérard IV dont descendent tous les Banyuls suivants et Jean III, ecclésiastique, chanoine de la cathédrale Saint-Jean de Perpignan.

#### François-Gérard IV de Banyuls de Montferrer
- Le 18 février 1713 il fait reconnaissance au Roi du château et du territoire de Montferrer.
- Ses affaires sont en mauvais état. Les dettes de son père n'ont fait qu'empirer, et Nyer est devenu un village pauvre. La plupart des forges sont fermées (pas assez productives, et le bois nécessaire a épuisé les forêts)
- Un riche mariage le tire d'affaire. Le 2 août 1717 il épouse Madeleine de Forcades, née à Perpignan. Son argent lui permet de sortir Nyer de la misère, il développe les vers à soie, fait des plantations de bois précieux.
- Son niveau de vie revient à celui que ses ancêtres possédaient. Il a 14 enfants, tous doté de bonnes situations et bien en vue dans la société de l'époque. Il meurt à Perpignan le 2 avril 1762, et est inhumé à l'église Saint-Joseph. Parmi ses trois fils, deux sont ecclésiastiques (Henri et Ange), son fils aîné Joseph lui succède.

#### Joseph de Banyuls de Montferré
(1723-1801)
- Marquis de Montferrer (4e), baron de Nyer, seigneur de La Rocha, de La Réal, d'Odeillo, de Puig, de Leca et de Millepetit
- Seul de sa famille susceptible de transmettre son patronyme, il a seize enfants, dont cinq fils qui atteignent l'âge adulte:

1. Raymond qui suit
2. Jean-Baptiste qui devient ecclésiastique (cf Personnages - Ecclésiastiques)
3. Jacques, sans postérité, finit sa vie à Majorque.
4. Joseph, Maréchal de camps et armées du roi, Général commandant la 1re subdivision à Périgueux (1826), dont est issue la branche du Maine.
5. Pierre, compagnon de Napoléon Bonaparte à l'École Militaire de Paris[8], Élève du collège militaire de Sorèze[9] le 20 septembre 1782, sorti le 9 décembre 1784 comme sous-lieutenant dans le Régiment de Soissonnais[10]. Il abandonne le service le 12 janvier 1792.

### Fin de la branche du Roussillon
- Raymond de Banyuls de Montferré (1747-1829) (cf Personnages-Seigneurs, militaires et/ou diplomates)
- Il a un seul fils, prénommé aussi Raymond (1811-1876)[11], issu de son second mariage (veuf), qui atteint l'âge adulte.
- Ce dernier meurt sans postérité malgré deux mariages (veuf) : c'est la fin de la famille de Banyuls dans le Roussillon.

### La branche du Maine
- On retrouve la branche cadette issue de Joseph II de Banyuls de Montferré (1764-1833) installée dans le Maine à la fin du XIXe siècle ; cette dernière devient branche aînée à l’extinction de la branche du Roussillon en 1876.
- Henri II de Banyuls de Montferré (1826-1910) devient en 1876 le 7e marquis de Montferré. La famille ne compte alors plus que trois représentants masculins : Henry II et ses deux fils Marie-Henry (1862-1929) et Raoul (1863-1942) de son mariage avec Marie-Pauline, née Fournier de Boisayrault d'Oyron (1838-1868).
- Marie-Henry de Banyuls de Montferré perd son seul fils Jacques III de Banyuls de Montferré mort pour la France en 1915, Raoul de Banyuls de Montferré perd l'un de ses deux fils, Raymond XI de Banyuls de Montferré, mort pour la France lui aussi en 1915.
- En 1971 meurt Pierre de Banyuls de Montferré, 10e marquis de Montferré, second fils de Raoul. Son seul fils, Raymond XII de Banyuls de Montferré, étant mort pour la France en 1953 en Indochine, il est le dernier descendant masculin en ligne directe.

### XXIesiècle
- La famille est éteinte en ligne masculine mais deux familles descendent des Banyuls en ligne féminine et en ont repris le nom : la famille Roche et la famille de Place[12]

## Personnalités

### Seigneurs, militaires et/ou diplomates
- Ramon de Banyuls (XIIe siècle), cavaller, commissaire de Jacques Ier d'Aragon alors Roi de Majorque, chargé du ressort judiciaire sur les vallées de Ribes.
- Dalmau de Banyuls, décédé en 1345, gouverneur et capitaine-général de Ferrare de 1309 à 1313, condottiere au service de la république de Venise, conseiller du roi Sanche de Majorque, lieutenant du roi à Majorque, chancelier du Royaume.
- Huguet de Banyuls[13] commande en 1361 les troupes royales à la grange du Pujol afin de protéger la région contre les exactions des Almogavres mettant le pays à feu et à sang car non employés en dehors d'une période de guerre. Il s'engage à rendre la place à l'abbaye de Fontfroide une fois le danger écarté, ce qu'il fait l'année suivante en 1362.
- Jean de Banyuls, seigneur de Nyer, de Réal et de Montferrer, décédé en 1527, Viguier de Conflent et de Capcir, bailli de Villefranche-de-Conflent.
- Thomas Ier de Banyuls, seigneur de Nyer et de Montferrer, né vers 1556, décédé le 15 mai 1627, Nyer (Pyrénées-Orientales), inhumé le 17 mai 1627, Nyer (Pyrénées-Orientales), gouverneur de Huesca en Aragon, fondateur en 1625 de la Confrérie de la chapelle de la Vierge dans l'église de Nyer, chef des Nyerros.
- Thomas II de Banyuls (1619-1659), petit-fils du Thomas précédent, seigneur de Nyer, de Montferrer, de Réal, d'Odeillo, de Puig et de Léca, gouverneur des comtés de Roussillon et de Cerdagne, et de la province des Abruzzes.
- Jacques de Banyuls de Montferré, né le 28 juillet 1760, Perpignan (Pyrénées-Orientales), baptisé le 28 juillet 1760, Perpignan (Pyrénées-Orientales), Cathédrale Saint-Jean-Baptiste de Perpignan, décédé le 1er janvier 1850, Artà, Mallorca, Catalunya (Espagne) (à l'âge de 89 ans).
- Raymond de Banyuls, marquis de Montferrer (5e), baron de Nyer, né le 19 septembre 1747, Nyer (Pyrénées-Orientales), château, mort le 20 avril 1829, Perpignan (Pyrénées-Orientales) (à l'âge de 81 ans), député de la noblesse du Roussillon aux États-Généraux de 1789, capitaine au régiment d'Anjou, lieutenant dans l'armée de Condé puis au service de l'Espagne, lieutenant-colonel.
- Joseph de Banyuls, comte de Montferré, né le 14 mars 1764, Perpignan (Pyrénées-Orientales), décédé en 1833, Bordeaux (Gironde) (à l'âge de 69 ans), maréchal de camps et armées du roi, Général commandant la 1re subdivision à Périgueux (1826), Officier de la Légion d'Honneur, de Saint-Louis, chevalier de l'Ordre royal de Charles III d'Espagne.
- Gaston de Banyuls, baron puis comte de Montferré (1793-1850), Capitaine de grenadier au 5e régiment d'infanterie de la garde royale, principal fait d'armes : premier homme à investir le fort du Trocadéro lors de la Bataille du Trocadéro. Maire de Barjac (1832-1835), puis (1837-1848). Fondateur de l'ensemble industriel de Ribeshautes. Il est officier de la Légion d'Honneur et Chevalier de Saint-Louis.
- Ernest de Banyuls de Montferré (1795-1827), major au 50e régiment de ligne à Arras. Partisan des Bourbons lors du retour de Napoléon de l'Île d'Elbe en 1815, il se met à la tête de la population de Dijon et désarme les fédérés. Il meurt à 32 ans d'un combat en duel. Il est chevalier de la Légion d'Honneur et de l'Ordre de Saint-Jean de Jérusalem.

### Ecclésiastiques
- Bernard II de Banyuls, chanoine régulier de l'ordre de Saint-Augustin au Monastir del Camp (trace en février 1218).
- Marc de Banyuls est cité comme chevalier du Temple, commandeur du Mas Deu[14] en 1297.

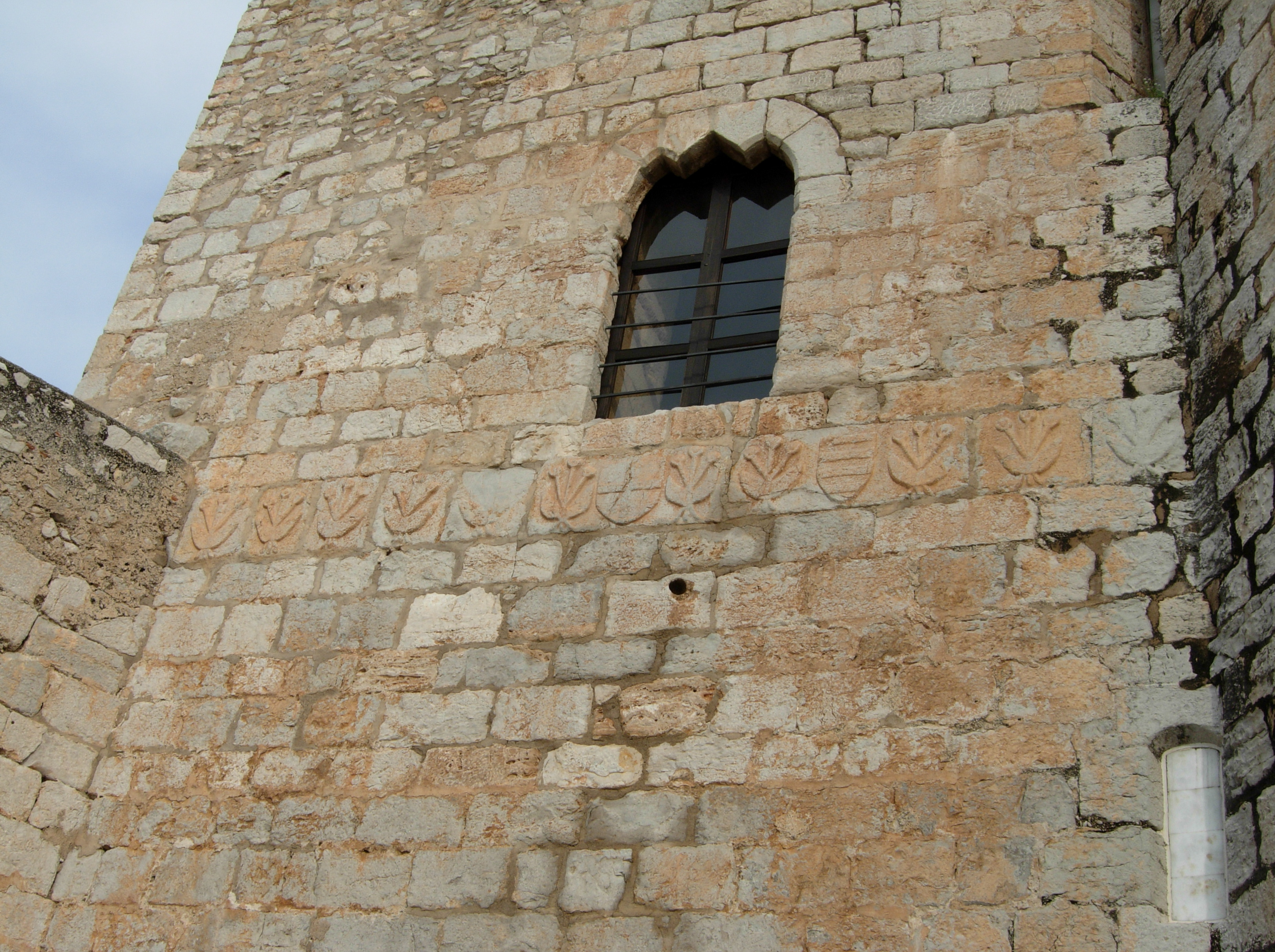
Château de Peñíscola : Frise des armes de Arnauld de Banyuls et de Bérenger de Cardona.

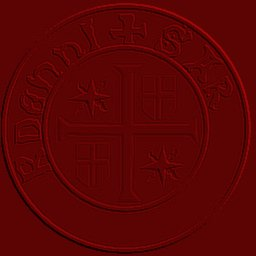
Sceau d'Arnauld de Banyuls; Aragon; Cire jaune, 27 mm de diamètre, représentant une croix avec des étoiles sur deux angles et des boucliers sur les deux autres angles. Texte: S. AR..........GARDENNI.

- Arnaud III de Banyuls (écrit aussi Arnauld ou Arnau), existence attestée en 1294 et 1310, entra dans les ordres en tant que chevalier de l'Ordre du Temple à la Maison de Gardinia (Diocèse de Lérida). Il était Commandeur de Gardeny. En 1294, avec Bérenger de Cardona, il convient avec Jacques II d'Aragon de l'échange de la ville de Tortosa contre les châteaux de Peñíscola, Ares, Coves et autres lieux. Il fut alors promoteur entre 1294 et 1307 de la construction de l'actuel Château de Peñíscola sur les restes de l'alcazar arabe et il devint Commandeur de Peñíscola. Son écu et celui de Bérenger de Cardona se retrouvent sculptés sur une frise au-dessus de la porte d'entrée du château ainsi qu'au-dessus de la porte de la basilique. Lors de la condamnation de l'ordre, il put se soustraire aux supplices infligés à ses frères et se retira à Perpignan à partir de 1317.
- Raymond III de Banyuls, moine bénédictin, Abbé de Saint-Martin du Canigou (1336-1337), Abbé de Sainte-Marie d'Arles-sur-Tech en [1343]. Attaché, à titre familier de Jacques III de Majorque, à la Cour royale de Majorque. Il remplit des missions diplomatiques à l'étranger.
- Grimald Ier de Banyuls (appelé aussi Grimau), moine bénédictin, prieur au monastère Saint-Cyr de Cullera dans le diocèse de Gérone, élu en 1315 abbé de Saint-Michel-de-Cuxa jusqu’à sa mort en 1341. Sanche de Majorque lui octroie, ainsi qu'à ses successeurs le droit d'ériger des fourches patibulaires dans toutes les localités où s'étendent les droits de haute justice de l'abbaye.
- Bernard IV de Banyuls fut abbé à Sainte-Marie de Corneilla-de-Conflent puis à l'Abbaye Saint-Martin du Canigou. Il vivait toujours en 1340. Ayant retiré un cheval, du mobilier et divers objets appartenant à son frère Arnaud, il risqua l'excommunication. Toutefois le pape Clément V leva la sentence à la suite des nombreux bienfaits de son frère Dalmace 1er vis-à-vis du roi. Par la suite, Bernard IV remplit différentes missions diplomatiques.
- Jacques Ier de Banyuls, religieux bénédictin, il prit la charge de prévôt majeur à l'Abbaye Saint-Martin du Canigou. Il eut sa plus forte charge de travail après le 2 février 1428, date à laquelle un tremblement de terre fit chuter le clocher et différentes bâtisses. En 1484 il fut nommé abbé de l'Abbaye Saint-Martin du Canigou, il le restera jusqu'en 1506, date de sa mort.
- Guillaume de Banyuls, Bénédictin, prieur de Riquer dépendant de l'Abbaye Saint-Michel de Cuxa en 1549.
- Deux filles et deux fils de Jehan IV de Banyuls (marié en 1515 avec Béatrix d’Alémany) sont cités comme étant entrés en religion.
- Deux fils de Pierre Arnaud de Banyuls (fils de Jehan IV de Banyuls) sont cités comme étant religieux.
- Jean III de Banyuls, né en 1694, chanoine de la Cathédrale Saint-Jean-Baptiste de Perpignan.
- Angèle de Banyuls, née en 1696, décédée vers 1775 (à l'âge de peut-être 79 ans), chanoinesse de l'ordre de Saint-Augustin au monastère de Saint-Sauveur de Perpignan.
- Henri de Banyuls, né le 19 mai 1724 à Perpignan baptisé le 26 mai 1724 à la Cathédrale Saint-Jean-Baptiste de Perpignan, décédé en 1791 à Barcelone, Catalunya (Espagne), curé de Saint-Félix-de-Rodipera, chanoine de la cathédrale d'Elne, recteur de l'Université de Perpignan, vicaire-général de l'archevêché de Narbonne, prieur du prieuré Sainte-Marie de Corneilla-de-Conflent.
- Ange de Banyuls, né le 30 mai 1728 à Perpignan, baptisé le 31 mai 1728 à la Cathédrale Saint-Jean-Baptiste de Perpignan, décédé le 20 mars 1786 à Perpignan, inhumé, à l'Abbaye Saint-Michel de Cuxa, religieux de l'ordre de Saint-Benoit, vicaire-général de l'Abbaye Saint-Martin du Canigou et prieur de Riquer.
- Marc-Antoine de Banyuls, séquestre des biens de l'Abbaye Sainte-Marie d'Arles-sur-Tech.
- Jean Baptiste de Banyuls, né le 12 février 1755, décédé le 29 septembre 1827, vicaire général de Saint-Omer, chanoine titulaire de la Cathédrale Sainte-Eulalie-et-Sainte-Julie d'Elne, député suppléant du Clergé aux États Généraux de 1789[15].

## Filiation
Joseph de Banyuls de Montferré (1723-1801) est le fils aîné de François-Gérard IV de Banyuls, marquis de Montferrer (3e), baron de Nyer, seigneur de Leca, de Real et d'Odeillo (1692-1762). Joseph a deux frères, prêtres, et deux sœurs. De lui descendent tous les Banyuls de Montferré suivants.
```
Joseph de Banyuls de Montferré
 (1723-1801), marquis de Montferrer (
4
e
), baron de Nyer
x (1) (1746) Jacquette de Bellissen (1728-1789)
   │
   ├──> 
Raymond de Banyuls
 (1747-1829), marquis de Montferrer (
5
e
), baron de Nyer (député de la noblesse en 1789)
   │    x (1) (1776) Jeanne de Ros (1753-1798)
   │    │  │
   │    │  ├──> 
Rosalie de Banyuls de Montferré
 (1777-1780)
   │    │  ├──> 
Abdon-Melchior de Banyuls de Montferré
 (1779-1780)
   │    │  ├──> 
Jacques de Banyuls de Montferré
 (1781-1786)
   │    │  └──> 
Raymond de Banyuls de Montferré
 (1784-1786)
   │    │  
   │    x (2) (1810) Marie-Thérèse Gandouard de Magny (1771-1821)
   │       └──> 
Raymond de Banyuls
 (1811-1876), marquis de Montferrer (
6
e
)
   │            x (1) (1856) Antoinette Dufay (1804-1861)   
   │            │ sans postérité
   │            x (2) (1862) Blanche de 
Thonel d'Orgeix
 (1828-1881) 
   │              sans postérité
   │
   ├──> 
Marie Françoise de Banyuls de Montferré
 (1748-?)
   │
   ├──> Nn (1749-1749)
   │
   ├──> 
Magdalena de Banyuls y de Bellissen
 (1750-?)
   │    x (1776) Mariano de Guanter y de Gazanyola (1719-1798)
   │
   ├──> 
Joseph Antoine Zacharie de Banyuls de Montferré
 (1753-1755)
   │
   ├──> 
Jean Baptiste de Banyuls de Montferré
 (1755-1827) (vicaire général et chanoine)
   │
   ├──> 
Marie Thérèse de Banyuls de Montferré
 (1757) (chanoinesse)
   │
   ├──> 
Joseph Jean Augustin de Banyuls de Montferré
 (1758-1761)
   │
   ├──> 
Jacques de Banyuls de Montferré
 (1760-1850)
   │
   ├──> 
Marie Augustine de Banyuls de Montferré
 (1761-1761)
   │
   ├──> 
Joseph Xavier de Banyuls de Montferré
 (1763-1764)
   │
   ├──> 
Joseph de Banyuls
, comte de Montferré (1764-1833) (Général de brigade)
   │    x (1776) Victoire 
de La Croix de Castries
 (1765-?)
   │    │
   │    ├──> 
Gaston de Banyuls
, baron de Montferré (1793-1850)
   │    │    x Marthe Desmé de Chavigny (1799-1865)
   │    │    sans postérité
   │    │
   │    ├──> 
Ernest de Banyuls
, vicomte de Montferré (1795-1827)
   │    │    x Charlotte Georgette de 
Montecler
 (1804-1883)
   │    │    │
   │    │    └──> 
Henri de Banyuls
, marquis de Montferré (
7
e
) (1826-1910)
   │    │         x Marie-Pauline 
Fournier de Boisairault d'Oiron
 (1838-1868)
   │    │         │
   │    │         ├──> 
Marie-Henry de Banyuls
, marquis de Montferré (
8
e
) (1862-1929)
   │    │         │    x Tiburgette 
de Vincens de Mauléon de Causans
 (1868-1946)
   │    │         │    │
   │    │         │    ├──> 
 Renée de Banyuls de Montferré
 (1891-1987)
   │    │         │    │    x Bernard Martin du Puytison (1892-1985)
   │    │         │    │    │
   │    │         │    │    └──> 
descendants Martin du Puytison

   │    │         │    │
   │    │         │    ├──> 
 Suzanne de Banyuls de Montferré
 (1892-1984)
   │    │         │    │    x Jean Guyot d'Asnières de Salins, marquis d'Asnières (
7
e
) (1888-1973)
   │    │         │    │    │
   │    │         │    │    └──> 
René Guyot d'Asnières de Salins
 (1920-2014)
   │    │         │    │         x Colette de Vion de Gaillon (1923-2023)
   │    │         │    │         |
   |    |         |    |         └──> 
descendants Roche

   |    |         |    |
   │    │         │    └──> 
Jacques de Banyuls de Montferré
 (1894-1915) (mort pour la France)
   │    │         │
   │    │         └──> 
 Raoul de Banyuls de Montferré
, marquis de Montferré (
9
e
) (1863-1942)
   │    │              x Marie-Jeanne Prévost de La Boutetière de Saint-Mars (1869-1944)
   │    │              │
   │    │              ├──> 
Germaine de Banyuls de Montferré
 (1889-1972)
   │    │              │    x Jean, vicomte 
de Vion de Gaillon
 (1883-1964)
   │    │              │    │
   │    │              │    └──> 
descendants Roche

   │    │              │    
   │    │              ├──> 
Raymond de Banyuls de Montferré
, vicomte de Montferré (1890-1915) (mort pour la France)
   │    │              │
   │    │              └──> 
Pierre de Banyuls de Montferré
, marquis de Montferré (
10
e
) (1892-1971)
   │    │                  x Marie Martin de Marolles (1900-1960)
   │    │                  │
   │    │                  ├──> 
Marie-Thérèse de Banyuls de Montferré
 (1922-1955) (avocate)
   │    │                  │
   │    │                  ├──> 
Jacqueline de Banyuls de Montferré
 (1924-2012)
   │    │                  │    x Jean de Place (né en 1925)
   │    │                  │    │
   │    │                  │    └──> 
descendants de Place

   │    │                  │   
   │    │                  ├──> 
Marthe de Banyuls de Montferré
 (née en 1924)
   │    │                  │    x Fernand de Gérus (+1984)
   │    │                  │
   │    │                  └──> 
Raymond de Banyuls de Montferré
(1927-1953) (mort pour la France)
   │    │
   │    └──> 
Anatole de Banyuls de Montferré
 (1797-1800)
   │              
   ├──> 
Marie Anne Luce de Banyuls de Montferré
 (1765-1808)
   │    x (1806) Louis-François de Castéras
   │
   ├──> 
Angélique de Banyuls de Montferré
 (1767-?)
   │    x (1794) Hyacinthe Laurent de Caloüin, comte de Tréville
   │
   ├──> 
Pierre de Banyuls de Montferré
 (1768-?)
   │
x (2) (1797) Jeanne de Vialis
   │
   └──> 
Marie-Thérèse de Banyuls de Montferré
 (1798-1813)
```

## Héraldique
Fascé de sable et d'argent de six pièces.
Avant le XIVe siècle, les armes ne sont pas figées. On trouve aussi comme variantes fascé de sept pièces, ou fascé de sable et d'or.
Timbre: Couronne de marquis ou casque de marquis (d'argent; taré de trois quarts, et à neuf ou onze barreaux)
Supports: Deux chimères affrontées à la tête de bouc, aux ailes de dragons déployées, au corps de sirène.
Cimier: Chauve-souris aux ailes étendues et posée de front.
Terrasse: Lévrier passant.
Les armes de la famille ont été reprises comme armes de la commune de Banyuls-dels-Aspres, le timbre et les supports dans celles de la commune de Montferrer qui a gardé la disposition fascée, mais en remplaçant les couleurs par celle de la Catalogne (Chaque commune doit avoir des armes différentes). Les armes de la commune de La Llagonne sont également, pour la partie inférieure, celles de la famille.
Quant à Nyer, le blason est d'argent trois fasces de sable.

Blasons de communes comportant une référence aux armes de la famille de Banyuls de Montferré
Nyer
La Llagonne
Montferrer
Banyuls-dels-Aspres.